# Благовещенский собор (Благовещенск, старый)
Кафедральный собор Благовещения Пресвятой Богородицы — утраченный православный кафедральный собор в Благовещенске.

## История
Храм был заложен архиепископом Иннокентием и генерал-губернатором Восточной Сибири Николаем Муравьёвым-Амурским в 1858 году. Освящён в 1864 году. Сгорел в 1924 году.
Город Благовещенск получил своё название по названию этого собора.